# Штор, Лоренц
Лоренц Штор, Лоренц Штоер (нем. Lorenz Stöer, Stoer; Lorents Stoyer, Lienhart, Laurentio Sterr, Storr; ок. 1621, Аугсбург) — немецкий живописец и рисовальщик, мастер перспективных изображений. маньерист.

## Биография
Биографические сведения о художнике крайне скудны. Предполагается, что он был родом из Нюрнберга. Его отец Николас Штор был рисовальщиком-перспективистом (или чертёжником ?). Известно, что Штор отказался от своих гражданских прав в Нюрнберге 24 мая 1557 года. Его жена, согласно книге похорон, скончалась зимой 1556—1557 года. В 1558 году городской совет Нюрнберга получил долговые иски к Штору, но он к этому времени покинул город. Затем он жил в Аугсбурге (был зарегистрирован как налогоплательщик в Аугсбурге с 1562 по 1597 год). В 1567 году появились его ксилографии (гравюры на дереве) под названием «Геометрия и перспектива» (Geometria et Perspectiva), на титульном листе альбома гравюр он назван гражданином Аугсбурга. 13 августа 1595 года его имя снова упоминается в нюрнбергских документах в связи с финансовыми исками. Свой последний рисунок он датировал 1599 годом.

## Произведения

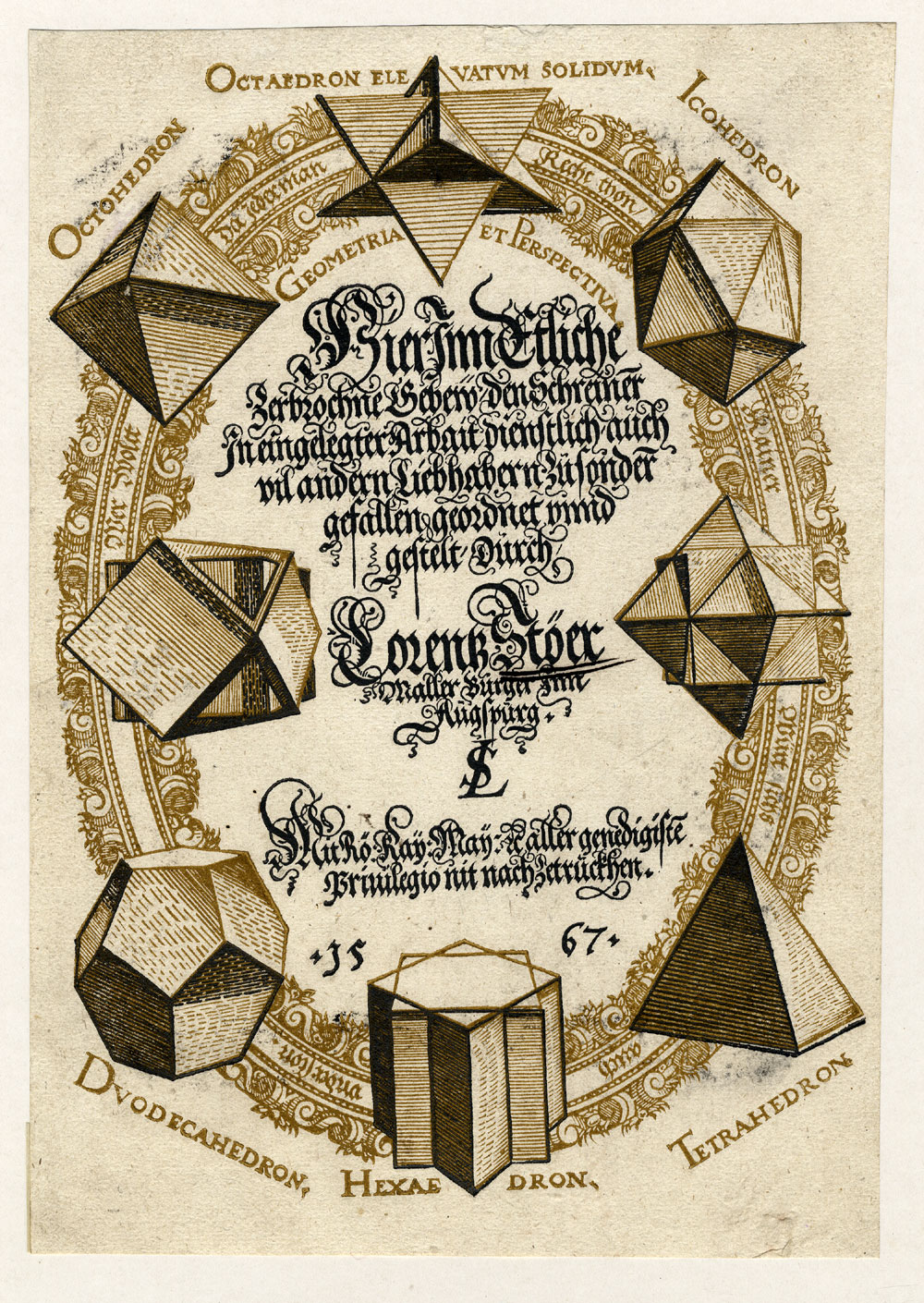
Титульный лист издания «Геометрия и перспектива». Аугсбург, 1567

Лоренц Штор наряду с Венцелем Ямницером и Иоганнесом Ленкером является одним из трёх нюрнбергских мастеров, занимавшихся созданием композиций с перспективными изображениями различных маньеристических причуд.
8 апреля 1555 года Штор получил от императора Фердинанда I привилегию напечатать книгу, которая должна была называться «Перспективы, раскрытые Лауренцио Штором» (лат. Perspectiva a Laurentio Stoero in lucem prodita), но о самой книге ничего не известно. В 1567 году Лоренц Штор напечатал серию из одиннадцати ксилографий с изображениями странных математических объектов, инструментов, геометрических тел и архитектурных руин. На титульном листе написано: «Геометрия и перспектива. Несколько фрагментов, полезных плотнику для инкрустированных работ, а также для других любителей, отсортированные и собранные Лоренцем Штором, городским живописцем в Аугсбурге» (Geometria et Perspectiva. HierInn Etliche Zerbrochne Gebew den Schreiner In eingelegter Arbait dienstlich auch vil andern Liebhabern Zu sonder gefallen geordnet unnd gestelt Durch Lorenz Stör Maller Bürger Inn Augspurg LS Mit Rö Kay May aller genedigiste privilegio nit nachzedruckhen. 1567).
Композиции Штора использовали рисовальщики-орнаменталисты, мастера-ювелиры, чеканщики по металлу и краснодеревщики для создания инкрустированной мебели. Одно из таких произведений — кабинет, сделанный с использованием композиций Лоренца Штора, — экспонируется в Музее Виктории и Альберта в Лондоне, аналогичный — в Бруклинском музее в Нью-Йорке.

## Галерея

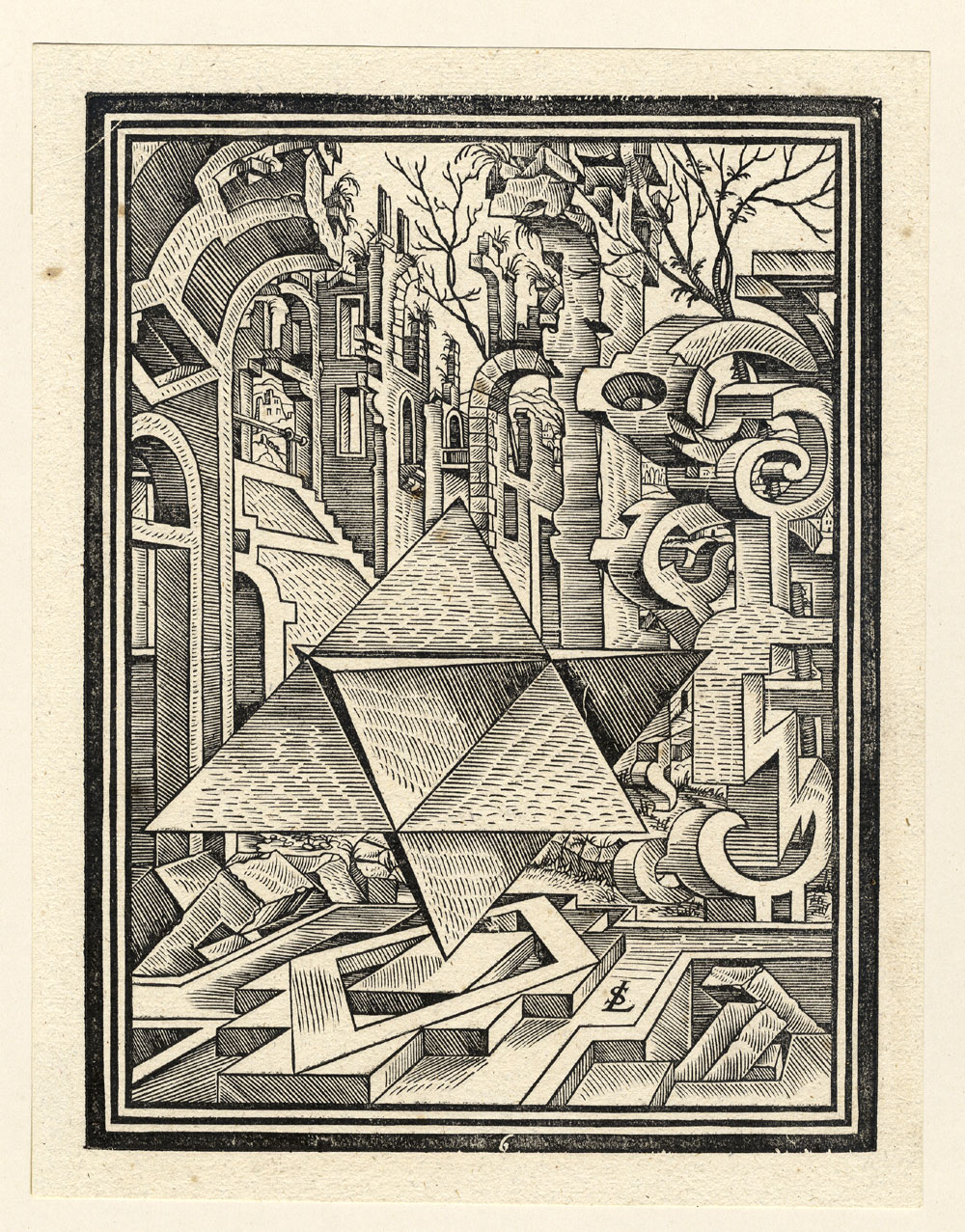
Иллюстрации издания «Геометрия и перспектива». Ксилографии. Аугсбург, 1567
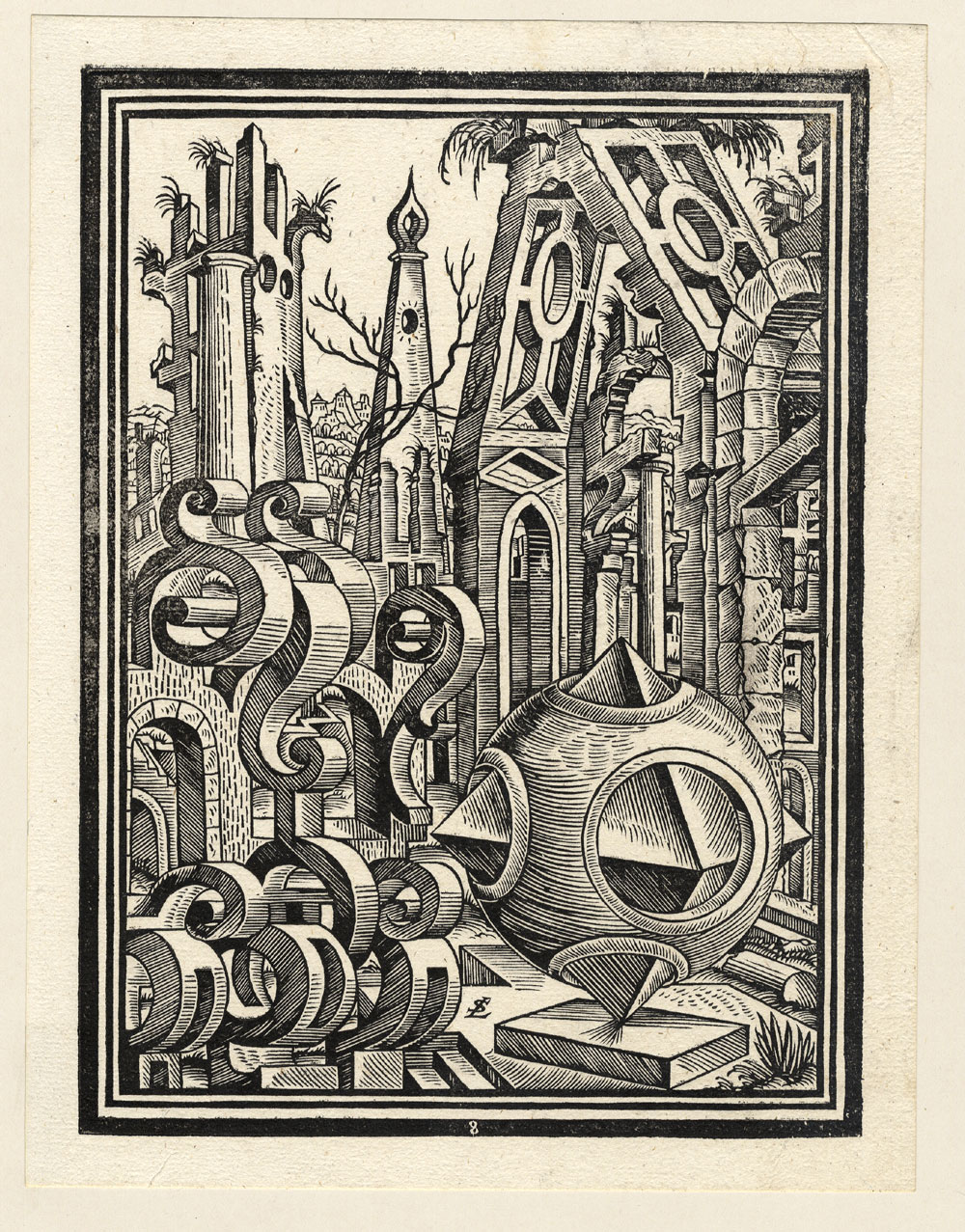
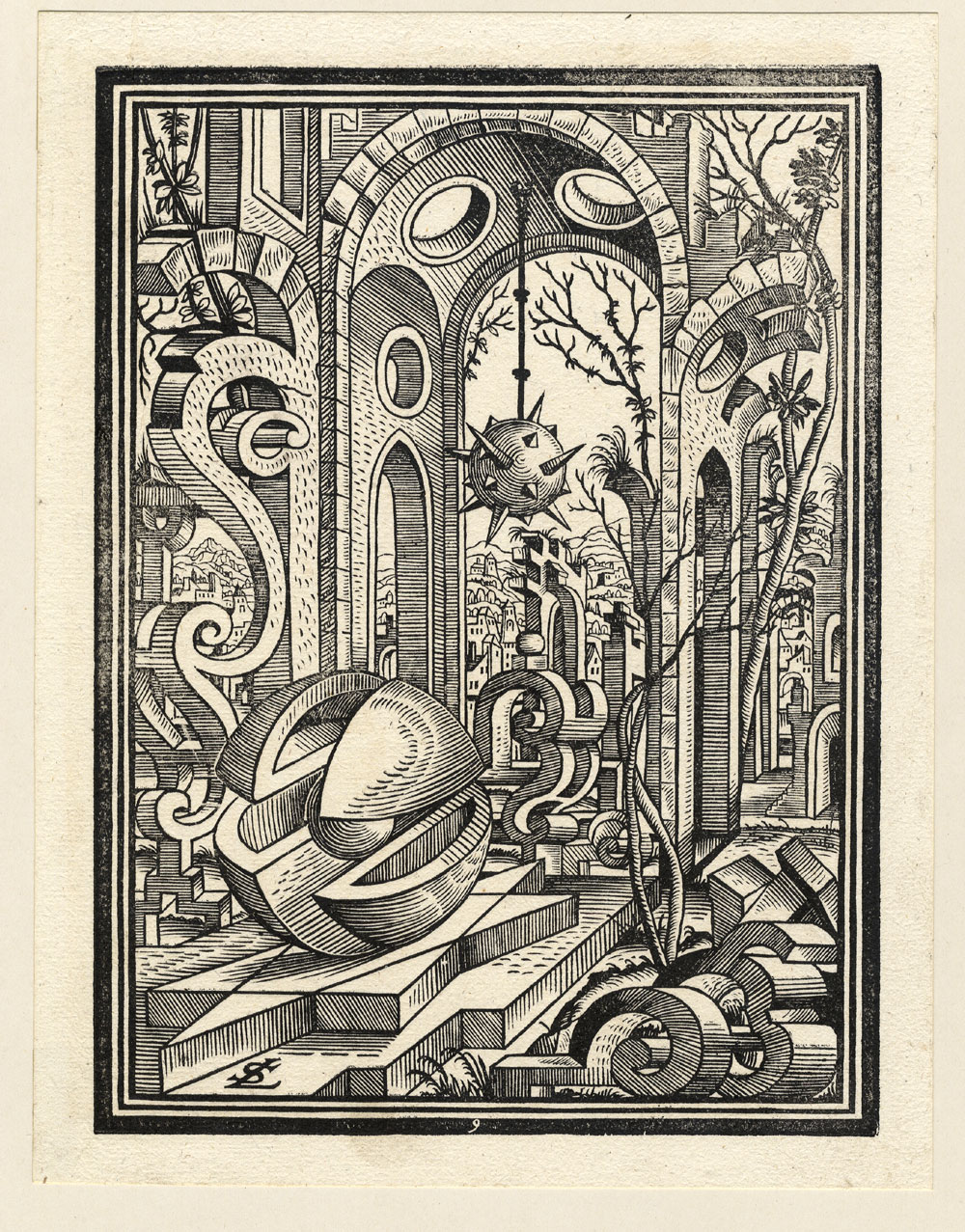
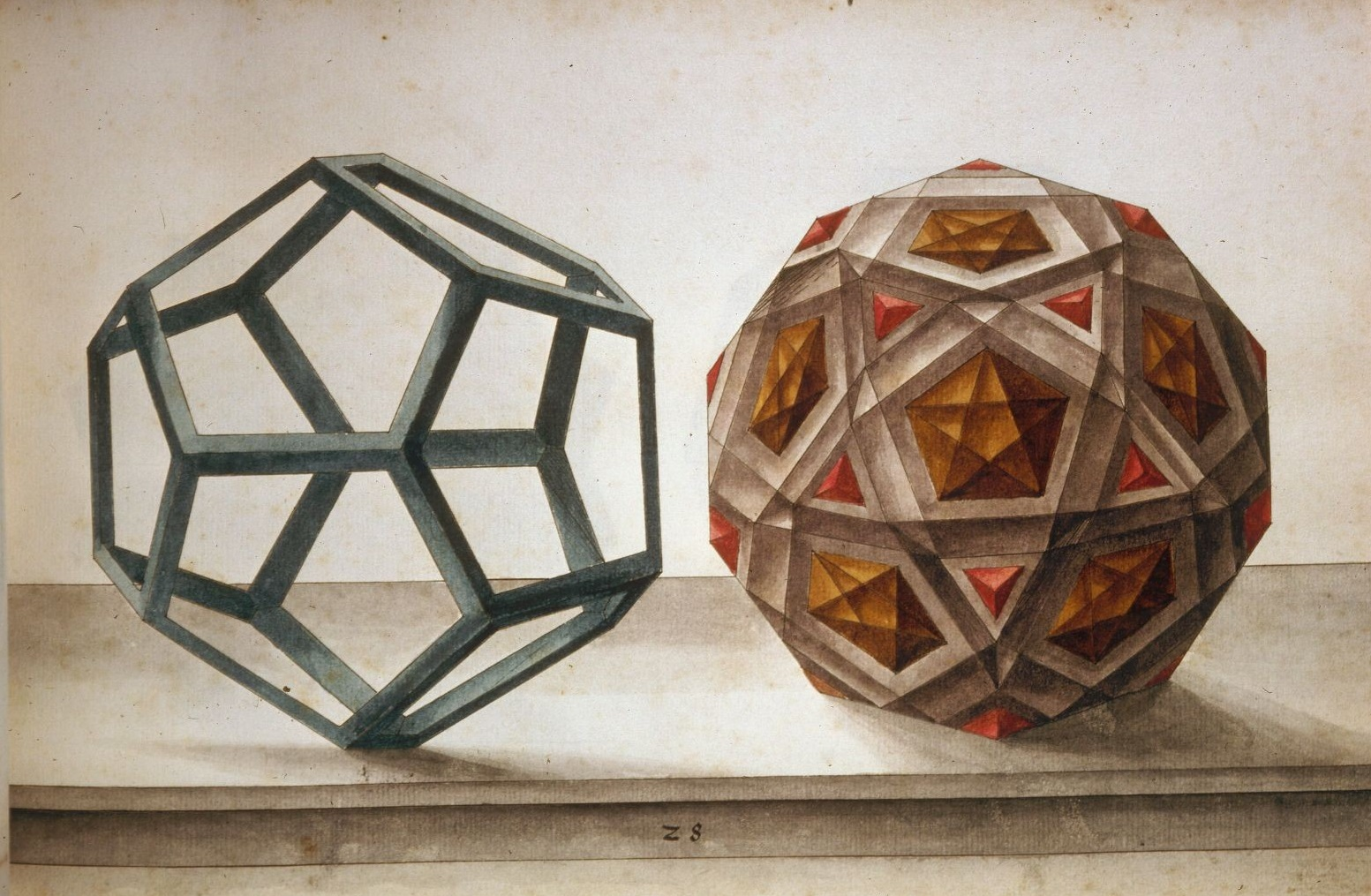
Иллюстрации издания «Многогранники и другие объемно-геометрические фигуры». Ок. 1585. Хоутонская библиотека, Гарвардский университет, Кембридж
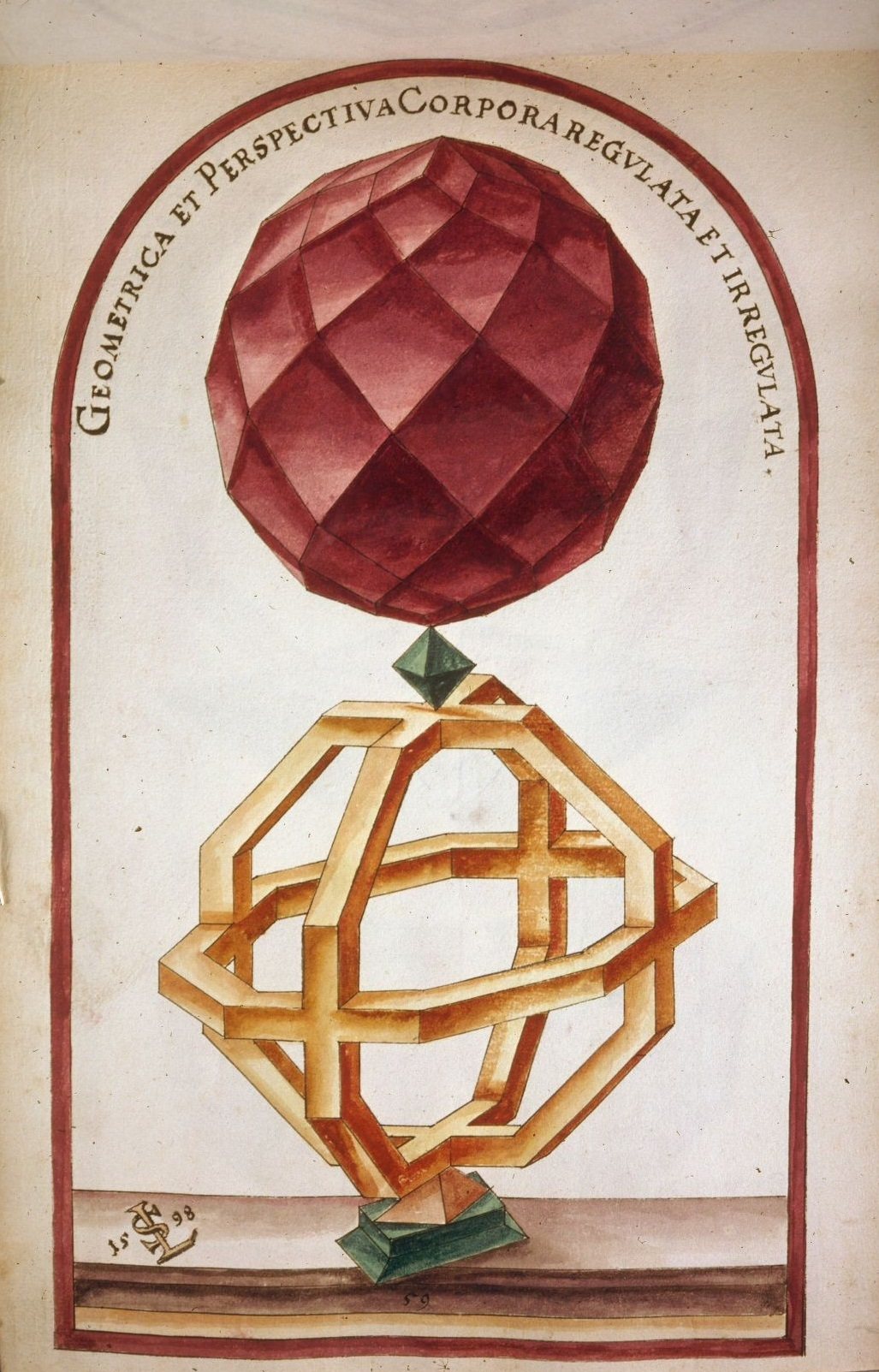
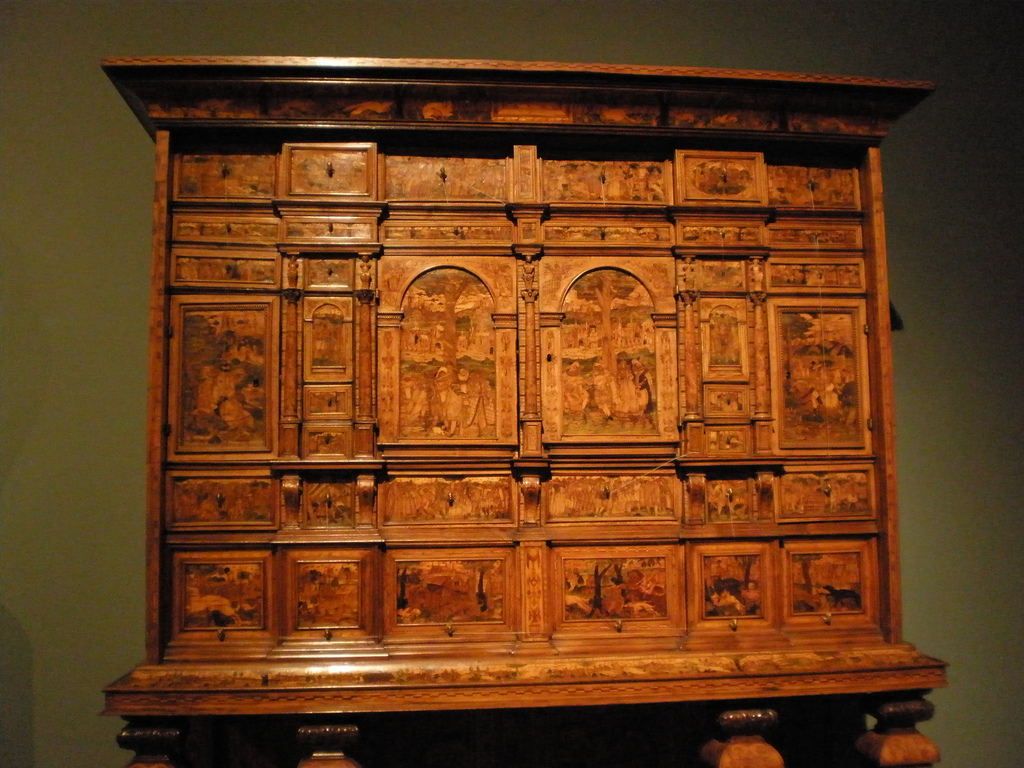
Кабинет. Маркетри по рисункам Й. Аммана с композиций Л. Штора. Ок. 1580. Музей Виктории и Альберта, Лондон